# 1704 Wachmann
1704 Wachmann este un asteroid din centura principală, descoperit pe 7 martie 1924, de Karl Reinmuth.